# Liberty a Cagliari

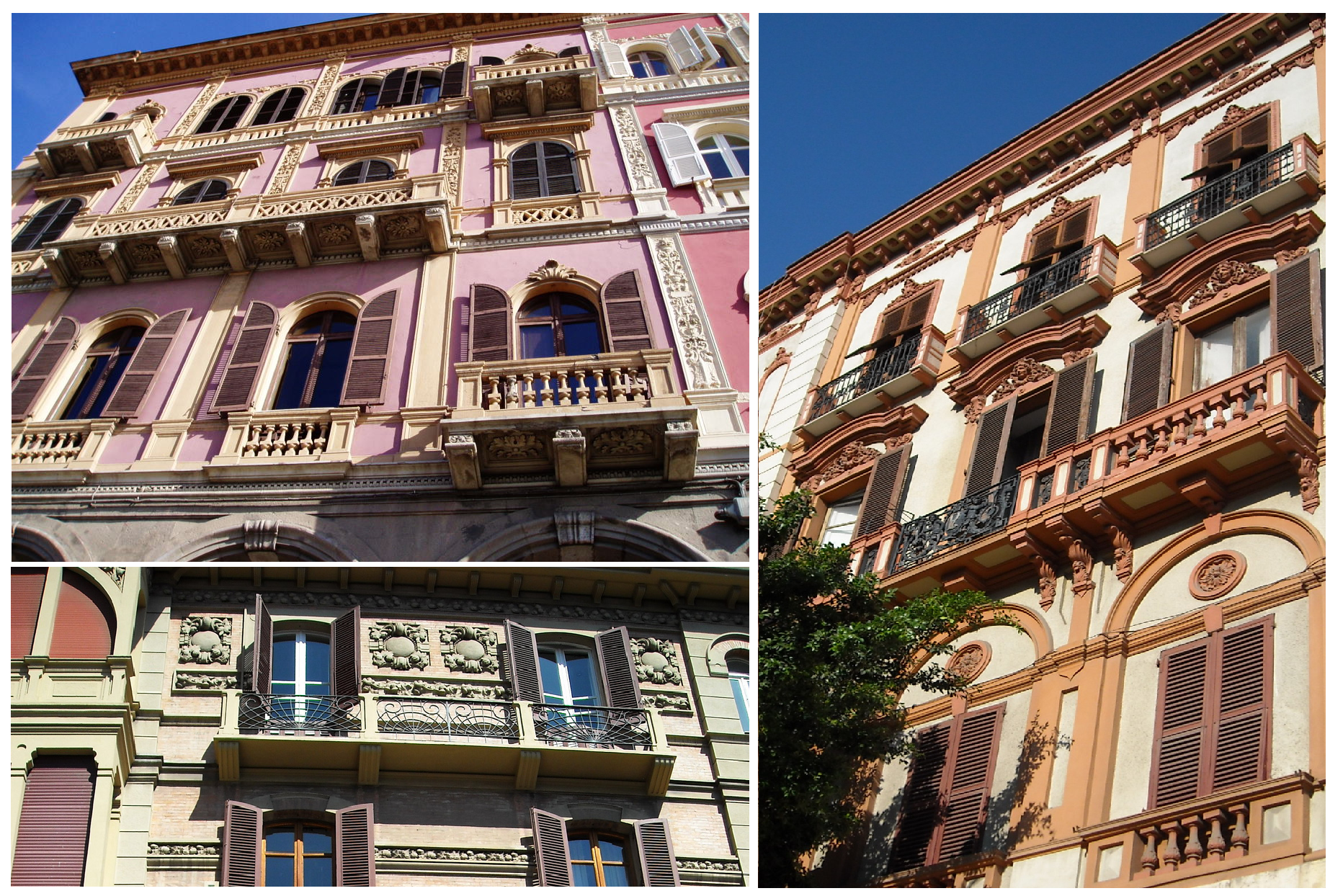
Esempi di architettura stile Liberty (Palazzata di via Roma, Palazzo Balletto, Palazzo Valdès).

Gli edifici Liberty di Cagliari sono una serie di costruzioni presenti all'interno del capoluogo sardo, che lo caratterizzano in buona parte, seppur molto contaminato dall'eclettismo.
Molti degli edifici di Cagliari rispondono a questo stile, diffusosi tra la fine l'Ottocento e l'inizio del Novecento, dovuto alla grande espansione della città, considerando gli interventi e il ruolo della borghesia sarda e a quella genovese.

## Storia
Il passaggio dal XIX al XX secolo in Europa fu caratterizzato da un fervente rinnovamento delle espressioni artistiche sicuramente influenzate dal progresso tecnico e dall'entusiastica esaltazione positivista degli importanti traguardi raggiunti dalla scienza. 
Le evoluzioni dell'avanguardia artistica di fine Ottocento coinvolsero dapprima le arti applicate, assumendo denominazioni differenti a seconda delle aree geografiche: nell'area francofona prese il nome di Art Nouveau, in Germania Jugendstil, in Austria Sezessionstil, Modern Style in Gran Bretagna e Modernismo in Spagna.
In Italia la nuova corrente si affermò nelle maggiori città italiane, con assoluta prevalenza a Palermo, Torino e Milano, inizialmente come «arte nuova», declinando il termine direttamente dal francese e ciò invita a riflettere quanto in Italia e Francia più che nel resto d'Europa il nome di questo nuovo stile non provenne da quel forte desiderio di rottura con il passato e con la tradizione accademica. Nel contesto nazionale questa nuova corrente, che in seguito assunse il nome di «stile floreale», si consolidò in una vera e propria scuola italiana di riferimento a Palermo a fine ottocento, in linea maggiori Paesi europei, vivendo il suo massimo splendore nei primissimi anni del Novecento. 
Il  «Liberty», termine che infine si affermò più diffusamente nel complessivo e variegato panorama architettonico nazionale e derivante dai celebri magazzini londinesi di Arthur Lasenby Liberty, tra i primi a esporre e diffondere oggetti e stampe di gusto esotico che ostentavano le forme sinuose tipiche di questo nuovo stile.
Nell'Italia centrale e meridionale il Liberty non raggiunse le evoluzioni più francesizzanti di Torino o talvolta esasperate di Milano ma fu fortemente influenzata dall'imperante eclettismo, dando vita a un Liberty decisamente più contaminato ma tuttavia di apprezzabile interesse architettonico.

## Stampace
Stampace è il quartiere dove questa corrente nuova ha trovato più diffusione: a cominciare dal Municipio di via Roma, realizzato in stile Liberty con accenni di gotico-aragonese. Altri palazzi si trovano in piazza del Carmine, nel corso Vittorio Emanuele, in viale Trieste, dove sorge il Palazzo Balletto, nel largo Carlo Felice, dove sorge il Palazzo Accardo progettato da Dionigi Scano, e in viale Trento, dove sorgono il Palazzo Merello e numerose ville.

### Palazzo Civico
Il progetto del Palazzo Civico fu elaborato nello studio dell'architetto Crescentino Caselli dall'ingegnere torinese Annibale Rigotti. Il palazzo occupa un'area delimitata dalla via Roma, in cui si apre l'ingresso principale, il largo Carlo Felice, la via Crispi e la via Angioi. Lo stile artistico - architettonico dell'edificio, realizzato in pietra calcarea chiara, è dato dalla rielaborazione di modelli appartenenti al gotico-catalano, con l'aggiunta di decori in stile Liberty. Nella seconda metà degli anni 1980 è stato sottoposto a un intervento di restauro conservativo.

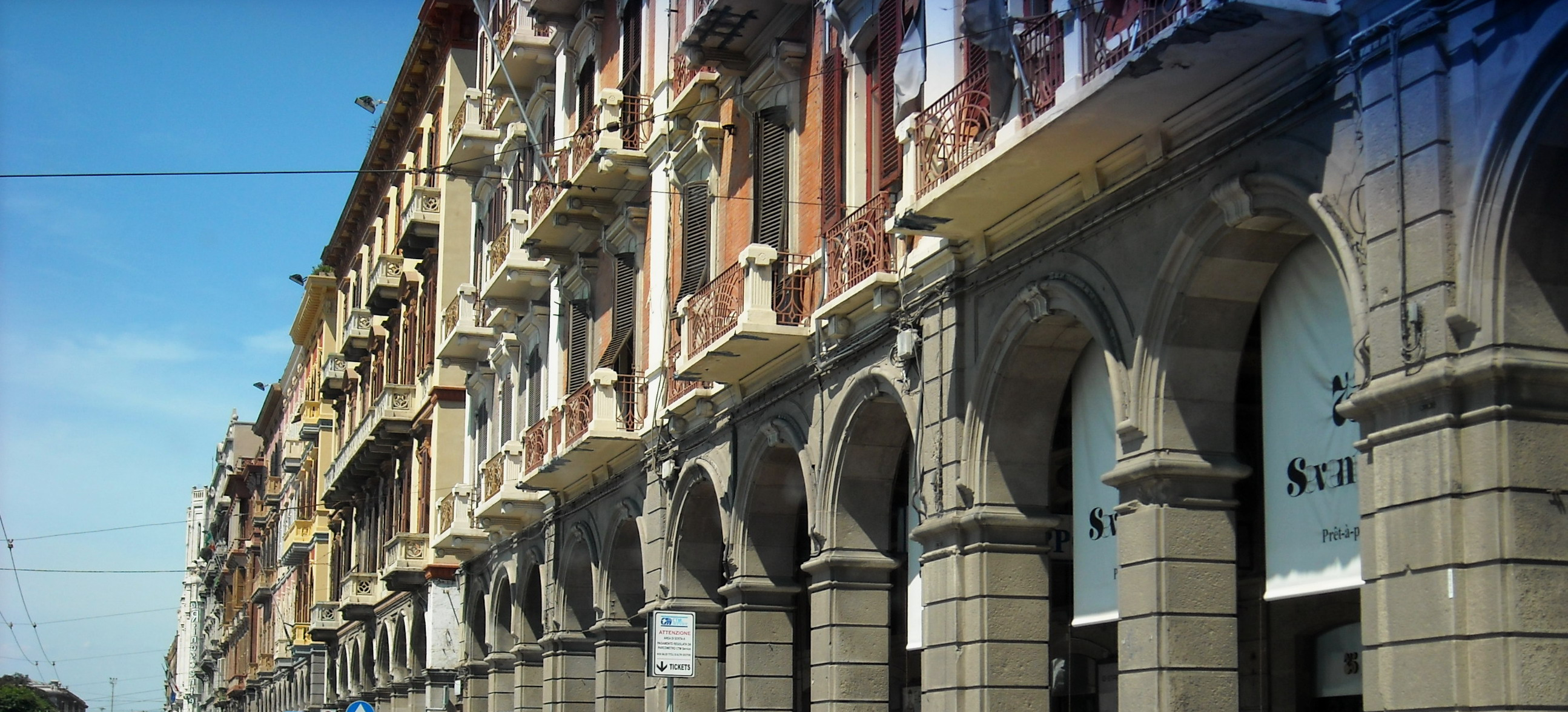
Palazzata di via Roma

## Marina
Importante all'interno di questo quartiere risulta essere la Palazzata di via Roma, che in buona parte segue lo stile Liberty.

## Castello
Il quartiere Castello, tra gli storici, è quello che possiede meno opere in stile Liberty, ma fanno eccezione alcuni palazzi antichi che durante il Novecento furono ristrutturati e decorati con motivi floreali, soprattutto in alcuni elementi come i balconi, meno impegnativi rispetto a una ristrutturazione completa delle facciate.
Interessante è il palazzo Onnis-Bellegrandi in via Martini, che ospita un pregevole apparato decorativo.

## Villanova
A Villanova sorgono alcuni palazzi e villini in stile Liberty di un certo interesse, come Palazzo Valdès, dalle facciate riccamente decorate, il vicino Palazzo Atzeri, e molte palazzine in via Sonnino, la più particolare delle quali situata al numero civico 11.

### Palazzo Valdès
Palazzo Valdès sorge nel primo tratto del viale Regina Elena e fu edificato tra il 1901 e il 1915, ampliato nel 1926, danneggiato dai bombardamenti del 1943 e in seguito restaurato.
La parte più antica, che si affaccia sul Bastione di Saint Remy, fu progettata da Nicolò Mura e ha un basamento di granito, mentre le decorazioni sono di terracotta. La parte più recente, progettata da Riccardo Simonetti dà su via Sulis e, con un'interessante parete tondeggiante, su piazza Marghinotti.

### Liberty in Italia
- Liberty a Catania
- Liberty a Messina
- Liberty a Milano
- Liberty a Napoli
- Liberty a Torino